# Dosina zelandica
Dosina zelandica är en musselart som beskrevs av Gray 1835. Dosina zelandica ingår i släktet Dosina och familjen venusmusslor. Inga underarter finns listade i Catalogue of Life.